# Цзяоцзи

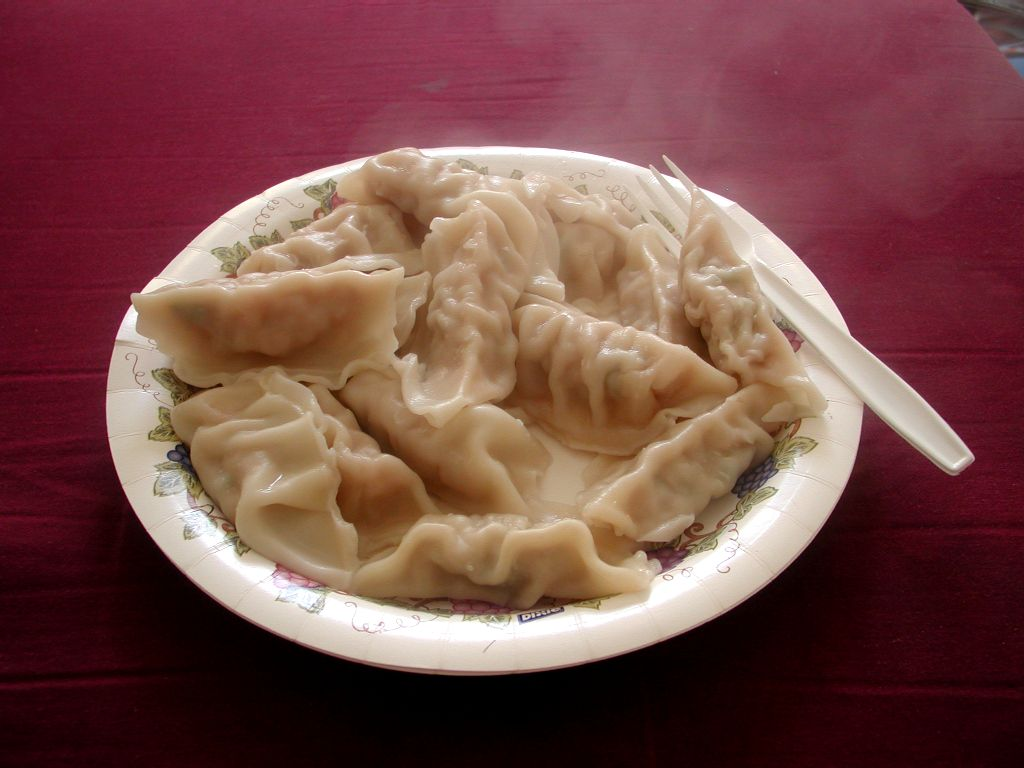

Цзяоцзи (кит. трад. 餃子, спр. 饺子, піньїнь: jiǎozi, яп. 餃子 ґьо: дза) — страва китайської кухні, з тіста з начинкою з м'яса (найчастіше — свинячого фаршу) і овочів (найчастіше — капусти), рідше тільки з м'яса.
Ієрогліф кит. трад. 餃, спр. 饺, який використовується при записі цього слова, був порівняно пізно винайдений для виділення одного із значень морфеми 角 цзяо «ріг, куток» у складі слова 角子 цзяоцзи «пельмені», «пельмені-кути», «пельмені трикутної форми».
Інше тлумачення слова: цзяоцзи означає зміну чогось, чергування, зміну одного іншим. Тому на рубежі («цзяо») старого і нового року 30 числа останнього місяця за місячним календарем, на рубежі («цзяо») між восени і взимку в «лідун», настає час «цзяоцзи».
Цзяоцзи можуть мати різну форму, подаються із соусом з оцту, соєвого соусу і подрібненого часнику.